# Diocesi di Shinyanga
La diocesi di Shinyanga (in latino Dioecesis Shinyangaënsis) è una sede della Chiesa cattolica in Tanzania suffraganea dell'arcidiocesi di Mwanza. Nel 2022 contava 973.000 battezzati su 3.188.000 abitanti. È retta dal vescovo Liberatus Sangu.

## Territorio
La diocesi comprende i distretti di Kishapu, Shinyanga rurale e Shinyanga urbano nella parte centro-orientale della regione di Shinyanga e i distretti di Bariadi, Maswa, Meatu nella regione del Simiyu in Tanzania.
Sede vescovile è la città di Shinyanga, dove si trova la cattedrale di Maria Mater Misericordiae.
Il territorio è suddiviso in 35 parrocchie.

## Storia
Il vicariato apostolico di Maswa fu eretto il 24 giugno 1950 con la bolla Christiano Nomini di papa Pio XII, ricavandone il territorio dalla divisione del vicariato apostolico di Musoma-Maswa (l'altra parte darà origine alla diocesi di Musoma).
Il 25 marzo 1953 il vicariato apostolico fu elevato a diocesi con la bolla Quemadmodum ad Nos dello stesso papa Pio XII. Originariamente era suffraganea dell'arcidiocesi di Tabora.
Il 9 agosto 1956 ha assunto il nome attuale in forza del decreto Ad aptius catholicam della Sacra Congregazione de Propaganda Fide.
Il 18 novembre 1987 è entrata a far parte della provincia ecclesiastica dell'arcidiocesi di Mwanza.

## Cronotassi dei vescovi
Si omettono i periodi di sede vacante non superiori ai 2 anni o non storicamente accertati.
- Joseph Blomjous, M.Afr. † (24 giugno 1950 - 25 marzo 1953 dimesso) (amministratore apostolico)

- Edward Aloysius McGurkin, M.M. † (4 luglio 1956 - 30 gennaio 1975 dimesso)
- Castor Sekwa † (30 gennaio 1975 - 4 giugno 1996 deceduto)
- Aloysius Balina † (8 agosto 1997 - 6 novembre 2012 deceduto)	
  - Sede vacante (2012-2015)[1]
- Liberatus Sangu, dal 2 febbraio 2015

## Statistiche
La diocesi nel 2022 su una popolazione di 3.188.000 persone contava 973.000 battezzati, corrispondenti al 30,5% del totale.
| anno | popolazione | popolazione | popolazione | presbiteri | presbiteri | presbiteri | presbiteri                | diaconi | religiosi | religiosi | parrocchie |
| anno | battezzati  | totale      | %           | numero     | secolari   | regolari   | battezzati per presbitero | diaconi | uomini    | donne     | parrocchie |
| ---- | ----------- | ----------- | ----------- | ---------- | ---------- | ---------- | ------------------------- | ------- | --------- | --------- | ---------- |
| 1950 | 2.733       | ?           | ?           | 10         |            | 10         | 273                       |         |           |           |            |
| 1970 | 43.972      | 741.945     | 5,9         | 37         | 5          | 32         | 1.188                     |         | 37        | 18        | 20         |
| 1980 | 71.774      | 1.260.980   | 5,7         | 28         | 6          | 22         | 2.563                     |         | 24        | 27        | 23         |
| 1990 | 113.502     | 1.694.337   | 6,7         | 33         | 12         | 21         | 3.439                     |         | 24        | 38        | 23         |
| 1999 | 185.390     | 2.127.790   | 8,7         | 49         | 28         | 21         | 3.783                     |         | 23        | 51        | 25         |
| 2000 | 190.442     | 2.197.790   | 8,7         | 51         | 29         | 22         | 3.734                     |         | 26        | 51        | 25         |
| 2001 | 209.638     | 2.350.000   | 8,9         | 50         | 28         | 22         | 4.192                     |         | 27        | 59        | 25         |
| 2002 | 235.390     | 2.247.000   | 10,5        | 49         | 31         | 18         | 4.803                     |         | 20        | 44        | 26         |
| 2003 | 245.480     | 2.267.271   | 10,8        | 47         | 31         | 16         | 5.222                     |         | 18        | 44        | 26         |
| 2004 | 284.590     | 2.001.893   | 14,2        | 43         | 29         | 14         | 6.618                     |         | 16        | 41        | 25         |
| 2010 | 696.000     | 2.280.000   | 30,5        | 59         | 40         | 19         | 11.796                    |         | 19        | 50        | 26         |
| 2014 | 767.000     | 2.511.000   | 30,5        | 64         | 44         | 20         | 11.984                    |         | 20        | 54        | 28         |
| 2017 | 834.760     | 2.733.850   | 30,5        | 67         | 57         | 10         | 12.459                    |         | 10        | 9         | 31         |
| 2020 | 915.780     | 2.999.160   | 30,5        | 66         | 60         | 6          | 13.875                    |         | 6         | 2         | 35         |
| 2022 | 973.000     | 3.188.000   | 30,5        | 67         | 61         | 6          | 14.522                    |         | 6         | 2         | 35         |